# Rhudy Evens
Rhudy Evens (ur. 13 lutego 1988 w Kourou) – piłkarz, występujący w klubie ASC Le Geldar, reprezentant Gujany Francuskiej. 

## Kariera klubowa
Gra w klubie ASC Le Geldar, z którym czterokrotnie wygrał Mistrzostwo Gujany Francuskiej i dwukrotnie wygrał Puchar.

## Kariera reprezentacyjna
W reprezentacji Gujany Francuskiej zadebiutował w 2008. Rozegrał 51 meczów, w których strzelił siedem goli.

## Sukcesy
- Mistrzostwo Gujany Francuskiej: 2007/08, 2008/09, 2009/10, 2017/18
- Puchar Gujany Francuskiej: 2008/09, 2009/10